# Đường cao tốc Vân Phong – Nha Trang
Đường cao tốc Vân Phong – Nha Trang (ký hiệu toàn tuyến là CT.01) là một đoạn đường cao tốc thuộc hệ thống đường cao tốc Bắc – Nam phía Đông thuộc địa phận tỉnh Khánh Hòa.

## Thiết kế
Tuyến đường có chiều dài là 83 km, đoạn đường có điểm đầu giao với quốc lộ 1 thuộc địa phận xã Đại Lãnh, tỉnh Khánh Hòa, kết nối với đường dẫn phía Nam hầm Cổ Mã và đường cao tốc Chí Thạnh – Vân Phong; điểm cuối tại nút giao với quốc lộ 27C thuộc địa phận xã Diên Thọ, tỉnh Khánh Hòa, nối tiếp với đường cao tốc Nha Trang – Cam Lâm. Giai đoạn phân kì, tuyến đường có mặt cắt ngang đạt tiêu chuẩn đường cao tốc 4 làn xe không có làn dừng khẩn cấp, bố trí một số điểm dừng khẩn cấp cách quãng 4 – 5km/1 điểm, bề rộng nền đường 17m, vận tốc tối đa 90 km/h. Giai đoạn hoàn chỉnh, đường sẽ có 6 làn xe, 2 làn dừng khẩn cấp, vận tốc thiết kế 120 km/h.

## Thi công
Tuyến đường có tổng mức đầu tư là 11.808 tỷ đồng và được khởi công vào ngày 1 tháng 1 năm 2023 và chính thức khánh thành, đưa vào khai thác vào ngày 19 tháng 4 năm 2025 đoạn từ nút giao Vạn Giã đến nút giao Diên Thọ (giao với quốc lộ 27C). Phân đoạn từ nút giao Vạn Giã đến nút giao Vân Phong dự kiến đưa vào khai thác trước ngày 19 tháng 8 năm 2025.

## Chi tiết tuyến đường

Bảng thông tin tốc độ cao tốc

### Làn xe
- 4 làn xe, có điểm dừng khẩn cấp

### Chiều dài
- Toàn tuyến: 83 km

### Tốc độ giới hạn
- Tối đa: 90 km/h, Tối thiểu: 60 km/h

## Lộ trình chi tiết
- IC - Nút giao, JCT - Điểm lên xuống, SA - Khu vực dịch vụ (Trạm dừng nghỉ), TN - Hầm đường bộ, TG - Trạm thu phí, BR - Cầu
- Đơn vị đo khoảng cách là km.

| Ký hiệu                                                                                     | Tên                                                                                         | Khoảng cách từ đầu tuyến                                                                    | Kết nối                                                                                     | Ghi chú                                                                                     | Vị trí                                                                                      | Vị trí                                                                                      |
| Kết nối trực tiếp với Đường cao tốc Chí Thạnh – Vân Phong thông qua Hầm Đèo Cả và Hầm Cổ Mã | Kết nối trực tiếp với Đường cao tốc Chí Thạnh – Vân Phong thông qua Hầm Đèo Cả và Hầm Cổ Mã | Kết nối trực tiếp với Đường cao tốc Chí Thạnh – Vân Phong thông qua Hầm Đèo Cả và Hầm Cổ Mã | Kết nối trực tiếp với Đường cao tốc Chí Thạnh – Vân Phong thông qua Hầm Đèo Cả và Hầm Cổ Mã | Kết nối trực tiếp với Đường cao tốc Chí Thạnh – Vân Phong thông qua Hầm Đèo Cả và Hầm Cổ Mã | Kết nối trực tiếp với Đường cao tốc Chí Thạnh – Vân Phong thông qua Hầm Đèo Cả và Hầm Cổ Mã | Kết nối trực tiếp với Đường cao tốc Chí Thạnh – Vân Phong thông qua Hầm Đèo Cả và Hầm Cổ Mã |
| ------------------------------------------------------------------------------------------- | ------------------------------------------------------------------------------------------- | ------------------------------------------------------------------------------------------- | ------------------------------------------------------------------------------------------- | ------------------------------------------------------------------------------------------- | ------------------------------------------------------------------------------------------- | ------------------------------------------------------------------------------------------- |
| 1                                                                                           | IC Vân Phong                                                                                | 1348.0                                                                                      | Quốc lộ 1                                                                                   | Đang thi công                                                                               | Khánh Hòa                                                                                   | Đại Lãnh                                                                                    |
| 2                                                                                           | IC Vạn Giã                                                                                  | 1363                                                                                        | Quốc lộ 1                                                                                   |                                                                                             | Khánh Hòa                                                                                   | Vạn Thắng                                                                                   |
| BR                                                                                          | Cầu Sông Lốp                                                                                | ↓                                                                                           |                                                                                             | Vượt sông Lốp                                                                               | Khánh Hòa                                                                                   | Ranh giới Bắc Ninh Hòa – Hòa Trí                                                            |
| 3                                                                                           | IC CT.24                                                                                    |                                                                                             | Đường cao tốc Khánh Hòa – Buôn Ma Thuột                                                     | Đang thi công                                                                               | Khánh Hòa                                                                                   | Hòa Trí                                                                                     |
| 4                                                                                           | IC Quốc lộ 26                                                                               | 1388                                                                                        | Quốc lộ 26                                                                                  |                                                                                             | Khánh Hòa                                                                                   | Tân Định                                                                                    |
| BR                                                                                          | Cầu Sông Cái                                                                                | ↓                                                                                           |                                                                                             | Vượt sông Cái Ninh Hòa                                                                      | Khánh Hòa                                                                                   | Tân Định                                                                                    |
| SA                                                                                          | Trạm dừng nghỉ                                                                              | 1397.9                                                                                      |                                                                                             | Chưa thi công                                                                               | Khánh Hòa                                                                                   | Nam Ninh Hòa                                                                                |
| BR                                                                                          | Cầu Sông Chò                                                                                | ↓                                                                                           |                                                                                             | Vượt sông Chò                                                                               | Khánh Hòa                                                                                   | Ranh giới Bắc Khánh Vĩnh – Diên Lâm                                                         |
| BR                                                                                          | Cầu Sông Cái                                                                                | ↓                                                                                           |                                                                                             | Vượt sông Cái Nha Trang                                                                     | Khánh Hòa                                                                                   | Ranh giới Diên Lâm – Diên Thọ                                                               |
| 5                                                                                           | IC CT.25                                                                                    | 1433.0                                                                                      | Đường cao tốc Nha Trang – Liên Khương                                                       | Chưa thi công                                                                               | Khánh Hòa                                                                                   | Diên Thọ                                                                                    |
| 6                                                                                           | IC Diên Thọ                                                                                 | 1435.9                                                                                      | Quốc lộ 27C Đường Cao Bá Quát/Võ Nguyên Giáp                                                | Cuối tuyến đường cao tốc                                                                    | Khánh Hòa                                                                                   | Diên Thọ                                                                                    |
| Kết nối trực tiếp với Đường cao tốc Nha Trang – Cam Lâm                                     |                                                                                             |                                                                                             |                                                                                             |                                                                                             |                                                                                             |                                                                                             |
| 1.000 mi = 1.609 km; 1.000 km = 0.621 mi                                                    |                                                                                             |                                                                                             |                                                                                             |                                                                                             |                                                                                             |                                                                                             |